# Coldewei
Coldewei ist ein Ortsteil der Gemeinde Berne im niedersächsischen Landkreis Wesermarsch. Der Ort liegt im Südosten des Kernortes Berne. Die Ollen fließt am Ortsrand vorbei.
1678 wohnten in Coldewei sieben Kötner.
Unter Denkmalschutz steht das Wohn- und Wirtschaftsgebäude Dorfstraße 7 aus dem 19. Jahrhundert.